# Stand High Patrol
Stand High Patrol ist eine Gruppe von Musikern aus der Bretagne in Frankreich, die sich selbst als Sound System verstehen. Musikalisch wurde sie durch verschiedene Einflüsse inspiriert, unter anderem durch traditionelles Sound System aus Jamaika, durch Künstler der Musikrichtungen Reggae und Dub, sowie durch HipHop. Die Gruppe besteht aus Pupajim (MC/Gesang), Mac Gyver (Operator), Rootystep (Selector) and Merry (Trompete). Seit der Gründung im Jahr 2000, hat Stand High Patrol vier Alben veröffentlicht, sowie Kollaborationen mit anderen Künstlern. Am 24. Juli 2020 ist das fünfte Album Our Own Way erscheinen.

## Stand High Records
Im Jahr 2009 gründete die Gruppe ihr eigenes Musiklabel Stand High Records. 2012 folgte ihr Debütalbum Midnight Walkers nach diversen veröffentlichten Singles und EPs. 2015 folgte mit A Matter of Scale das zweite Album, das sie gemeinsam mit Trompeter Merry aufnahmen. Anfang 2017 veröffentlichte der Dubstep-Künstler Stepart sein Debütalbum Playground über Stand High Records. Am 26. Mai 2017 wurde Stand High Patrols drittes Album veröffentlicht: The Shift. Ein besonderes Projekt war das vierte Album Summer On Mars, das komplett mit der Künstlerin Marina P aufgenommen wurde und sich dadurch stilistisch deutlich von den vorherigen Veröffentlichungen unterscheidet. Die Veröffentlichung war am 9. November 2018.

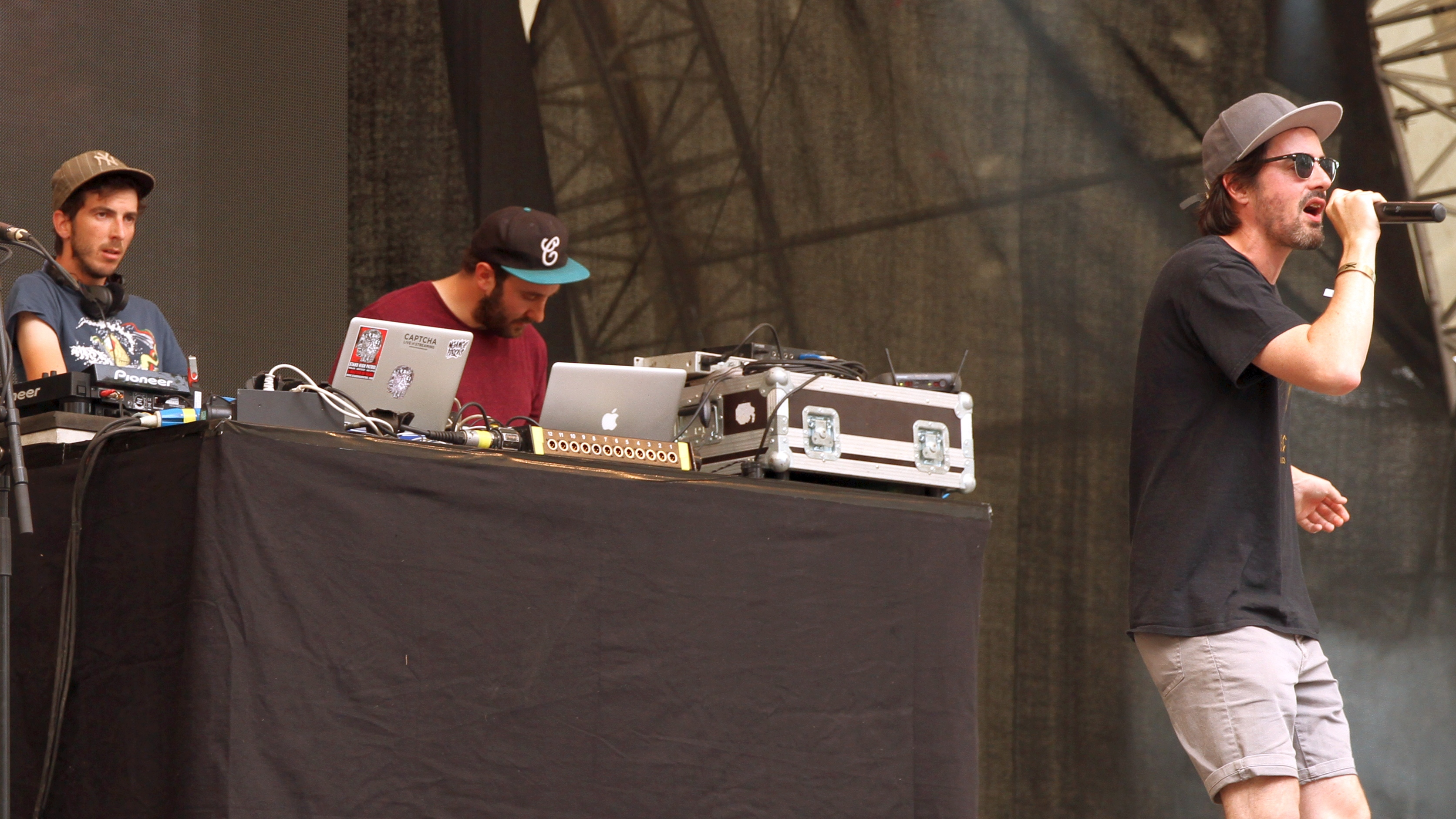
Stand High Patrol auf dem Summerjam 2015 in Köln

## Diskographie

### Alben
- Midnight Walkers (2012)
- A Matter of Scale (2015)
- The Shift (2017)
- Summer on Mars (2018, mit Marina P)
- Our Own Way (2020)

### Lieder
| Jahr | Titel           | Label              |
| ---- | --------------- | ------------------ |
| 2010 | Amplifier       | Stand High Records |
| 2013 | Unemployed      | Stand High Records |
| 2017 | My Research     | Stand High Records |
| 2019 | Along the River | Stand High Records |
| 2019 | In the Park     | Stand High Records |
| 2020 | Our Own Way     | Stand High Records |